# Hermann Kurz
Hermann Kurz (Reutlingen, 30 novembre 1813 – Tubinga, 10 ottobre 1873) è stato un poeta e romanziere tedesco.

## Carriera
Dopo aver studiato presso il seminario teologico di Maulbronn e presso l'Università di Tubinga, diventò pastore assistente a Ehningen. Poi intraprese la carriera letteraria e visse a Stoccarda. Nel 1863 fu nominato bibliotecario universitario a Tubinga, dove rimase fino alla morte.
Le collezioni seguenti, Gedichte (1836) e Dichtungen (1839), furono meno affascinanti dei suoi romanzi storici, Heimatjahre di Schiller (1843) e Der Sonnenwirt (1854) e delle sue eccellenti traduzioni dall'inglese, italiano e spagnolo. Pubblicò una versione tedesca moderna del Tristan di Gottfried von Straßburg (1844).